# Haydon Roberts
Haydon Cameron Roberts (Brighton, 10 maggio 2002) è un calciatore inglese, difensore del Bristol City.

## Caratteristiche tecniche
Difensore mancino, può giocare centrale o sulla fascia sinistra.

## Carriera

### Club
Cresciuto nel settore giovanile del Brighton, ha debuttato in prima squadra il 25 settembre 2019 nell'incontro di Coppa di Lega perso 3-1 contro l'Aston Villa dove ha trovato anche la sua prima rete. Il 16 ottobre 2020 è stato ceduto in prestito al Rochdale, dove ha giocato con continuità in Football League One, la terza divisione inglese. Nella stagione successiva è rimasto al Brighton, venendo convocato regolarmente in prima squadra ma disputando di fatto solamente 3 incontri in Coppa di Lega. Il 9 luglio 2022 è stato ceduto in prestito al Derby County, dove ha giocato 46 incontri e segnato 2 reti.
Il 14 giugno 2023 è stato ceduto a titolo definitivo al Bristol City, club della seconda divisione inglese, che lo riconferma poi in rosa anche per la stagione 2024-2025.

### Nazionale
Ha giocato con le nazionali giovanili inglesi Under-17 ed Under-18.

## Statistiche

### Presenze e reti nei club
Statistiche aggiornate al 31 marzo 2025.
| Stagione            | Squadra         | Campionato      | Campionato | Campionato | Coppe nazionali | Coppe nazionali | Coppe nazionali | Coppe continentali | Coppe continentali | Coppe continentali | Altre coppe | Altre coppe | Altre coppe | Totale | Totale | Totale |
| Stagione            | Squadra         | Comp            | Pres       | Reti       | Comp            | Pres            | Reti            | Comp               | Pres               | Reti               | Comp        | Pres        | Reti        | Pres   | Reti   |        |
| ------------------- | --------------- | --------------- | ---------- | ---------- | --------------- | --------------- | --------------- | ------------------ | ------------------ | ------------------ | ----------- | ----------- | ----------- | ------ | ------ | ------ |
| 2019-2020           | Brighton        | PL              | 0          | 0          | FACup+CdL       | 0+1             | 0+1             | -                  | -                  | -                  | FLT         | 3           | 0           | 4      | 1      |        |
| ago.-ott. 2020      | Brighton        | PL              | 0          | 0          | FACup+CdL       | 0+2             | 0               | -                  | -                  | -                  | FLT         | 1           | 0           | 3      | 0      |        |
| ott. 2020-giu. 2021 | Rochdale        | FL1             | 26         | 0          | FACup+CdL       | 0               | 0               | -                  | -                  | -                  | FLT         | 0           | 0           | 26     | 0      |        |
| 2021-2022           | Brighton        | PL              | 0          | 0          | FACup+CdL       | 0+3             | 0               | -                  | -                  | -                  | FLT         | 1           | 0           | 4      | 0      |        |
| Totale Brighton     | Totale Brighton | Totale Brighton | 0          | 0          |                 | 6               | 1               |                    | -                  | -                  |             | 5           | 0           | 11     | 1      |        |
| 2022-2023           | Derby County    | FL1             | 37         | 2          | FACup+CdL       | 4+2             | 0               | -                  | -                  | -                  | FLT         | 3           | 0           | 46     | 2      |        |
| 2023-2024           | Bristol City    | FLC             | 23         | 1          | FACup+CdL       | 1+2             | 0               | -                  | -                  | -                  | -           | -           | -           | 26     | 1      |        |
| 2024-2025           | Bristol City    | FLC             | 24         | 0          | FACup+CdL       | 1+1             | 0               | -                  | -                  | -                  | -           | -           | -           | 26     | 0      |        |
| Totale carriera     | Totale carriera | Totale carriera | 110        | 3          |                 | 17              | 1               |                    | -                  | -                  |             | 8           | 0           | 135    | 4      |        |